# Corchorus allenii
Corchorus allenii är en malvaväxtart som beskrevs av Ferdinand von Mueller. Corchorus allenii ingår i släktet Corchorus och familjen malvaväxter. Inga underarter finns listade i Catalogue of Life.